# سوار پارسی

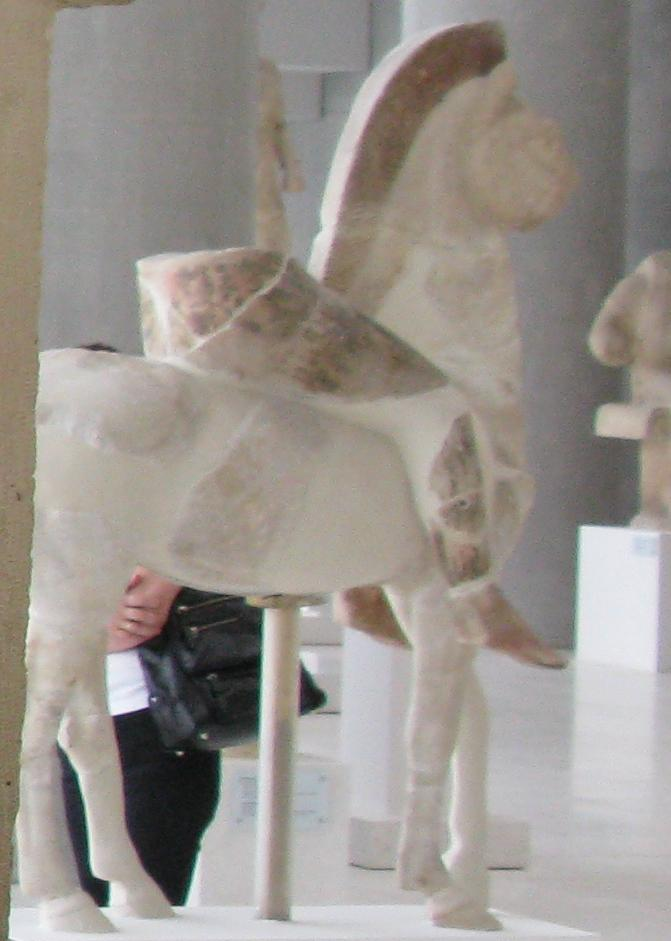
سوار پارسی در موزه آکروپولیس

سوار پارسی (به انگلیسی: Persian Rider) نام یک تندیس اسب‌سوار یونانی است. این تندیس که زمانی در آکروپولیس، آتن ایستاده بود، فقط بخش‌هایی از آن باقی مانده‌است و در سال ۱۸۸۶، در نزدیکی آتن یافت شد. به نظر می‌رسد این اثر به سوارکاران هخامنشی اشاره دارد.